# Ferreira (Palas de Rey)
Ferreira (llamada oficialmente San Martiño de Ferreira de Negral) es una parroquia y una aldea española del municipio de Palas de Rey, en la provincia de Lugo, Galicia.

## Otras denominaciones
La parroquia también es conocida por el nombre de San Martiño de Ferreira.

## Organización territorial
La parroquia está formada por dieciséis entidades de población, constando catorce de ellas en el nomenclátor del Instituto Nacional de Estadística español:
- Balancas (As Balancas)
- Bugallal
- Carballal (O Carballal)
- Castrelo
- Costa (A Costa)
- Cubela (A Covela)
- Ferreira (A Ponte Ferreira)
- Mámoa (A Mámoa)
- Mosteiro
- Niñarellos
- Outeiro (O Outeiro)
- Pena da Galiña (A Pena da Galiña)
- O Penedo
- Penín
- Ribeira (A Ribeira)
- Senande

## Demografía

### Parroquia
| Gráfica de evolución demográfica de Ferreira (parroquia) entre 2000 y 2020 |
|                                                                            |
| Datos según el nomenclátor publicado por el INE.                           |

### Aldea
| Gráfica de evolución demográfica de Ferreira (aldea) entre 2000 y 2020 |
|                                                                        |
| Datos según el nomenclátor publicado por el INE.                       |